# 星際大戰：舊共和國武士
《星際大戰：舊共和國武士》是一部設定於星際大戰虛構世界中的科幻電子角色扮演遊戲，由BioWare開發並由LucasArts於2003年發行。

## 外部連結
- Wookieepedia上的相关条目：Star Wars: Knights of the Old Republic